# Kaidu Kan
Pel cap mongol anterior a Genguis Kan, vegeu Qaidu.
Kaidu Khan (o Qaidu Khan) (1230-1301) fou un cap de la casa d'Ogodei (ogodeïdes) i efectiu kan del kanat de Txagatai. Governava el Turquestan oriental i es va oposar al segle xiii al seu parent Khublai Kan, el gran kan que havia establert la Dinastia Yuan a la Xina fins a la seva mort el 1301. Els cronistes medievals sovint maltraduïen Kadan com Kaidu, equivocadament situant a Kaidu a la batalla de Legnica. Kadan era el germà de Güyük, i l'oncle de Kaidu.

## Biografia
Kaidu era el fill de Kashin un net de Ögedei Khan i un besnet de Genguis Kan i Börte. El nom de la seva mare era Shabkana Khatun.
El 1260 Marco Polo descrivia Yarkand, part de l'àrea sota domini de Kaidu, com "una extensió de cinc dies de viatge"; que els seus habitants eren principalment musulmans encara que hi havia també alguns nestorians i jacobites; i que tenien molt menjar i altres coses necessàries, "especialment cotó". Des d'aproximadament 1260, quan Khublai Kan estava en guerra amb el seu propi germà Arig Boke, que s'havia proclamat gran kan a Karakorum, Kaidu va començar a tenir conflictes essencials amb Khublai i el seu aliat, Hulegu l'Il-kan de Pèrsia.
Mentrestant, el seguidor de Khublai, el kan de Txagatai Alghu destruïa les terres de Kaidu, forçant-lo a fer una aliança amb Berke, kan de l'Horda d'Or.
Després de la derrota d'Ariq Böke el 1264, Khublai el va convocar a la seva cort, possiblement per parlar del futur de l'imperi i donar-li la seva porció de terres ogodeïdes que li corresponien a la Xina. Però Kaidu va evitar aparèixer a la cort al·legant que els seus cavalls eren massa prims per portar-lo a tanta distància. El 1266 Barak Khan, txgataïda, fou enviat a l'Àsia central per prendre el tron del Kanat de Txagatai; aviat es va enemistar amb Khublai, al que devia el tron i va lluitar contra les seves forces. El governador del gran kan al Turquestan fou expulsat i l'exèrcit enviat per Khublai per restablir l'orde fou derrotat. Es va enfrontar també amb Kaidu Khan, que dominava el país del Semireche, però no fou gaire afortunat. Kaidu es va aliar a l'Horda d'Or on governava Mongke Temur, successor de Berke, i Burak, va obtenir algunes victòries inicials no decisives; però més tard Kaidu va preparar una emboscada a les tropes del seu enemic a la riba del Jaxartes o Sirdarià, on Barak Khan fou derrotat greument i es va haver de retirar cap a Transoxiana, primer a Samarcanda, i després a Bukharà saquejant les ciutats pel camí en un intent de reconstruir el seu exèrcit; Kaidu el va perseguir i es va alarmar per aquestes destruccions doncs no volia que la regió fos devastada; a més Kaidu també necessitava alliberar el seu exèrcit per si li era necessari per un conflicte potencial amb Khublai. Barak estava disposat a un enfrontament al límit en aquesta zona, però Kaidu va proposar la pau i finalment va arribar a un acord amb el seu rival en un kuriltay fet a la riba del Talas la primavera del 1269. Kaidu va poder establir un kanat completament independent del gran kan i es va fer anda (germà de sang) de Burak; l'acord preveia que els dos kans viurien a les muntanyes i les estepes, tindrien els seus ramats i cavalls fora de les regions cultivades i no exigirien res a la població excepte allò legalment establert. Barak es va quedar amb dos terços de Transoxiana però les regions cultivades i la rodalia de Bukharà quedaren sota govern de Kaidu, que va designar com a delegat a Masud Beg de manera que cap bàndol no aconseguí el control de les ciutats.
Kaidu va convèncer a Barak d'atacar Pèrsia que estava sota els il-kànides. Masud Beg fou enviat a Pèrsia, teòricament per recol·lectar les taxes degudes a Kaidu i Burak, però en la pràctica per explorar el territori. Una vegada va tornar i va fer el seu informe, Burak va reunir les seves forces i va creuar l'Oxus, ocupant el Khurasan i Afganistan, però va rebre poc suport de les tropes enviades a l'expedició per Kaidu, i aviat va quedar en mala posició militar fins que el 22 de juliol de 1270 va patir una greu derrota davant l'il-kan Abaqa prop d'Herat. Barak es va retirar i va creuar l'Oxus de tornada, quan ja només li quedaven cinc mil soldats. Kaidu Khan, que havia estat esperant la seva debilitat.
Segons al-Wassaf Burak es va establir a Bukharà i es va convertir a l'islam. Va fer una nova expedició al sud, dirigida principalment a Sistan, però abandonat per diversos prínceps mongols que es van revoltar, fou derrotat altre cop i va quedar a la bona voluntat de Kaidu que el va fer enverinar. Segons la versió de Rashid al-Din, no va arribar a fer mai l'expedició al Sistan doncs, només retornar, el van abandonar diversos prínceps i va haver de cridar en ajut a Kaidu que va anar a Transoxiana amb un gran exèrcit, però molt lentament, esperant aprofitar la situació; quan Kaidu estava molt proper, Burak ja havia aconseguit derrotar els prínceps rebels i va demanar al seu aliat de retirar-se però Kaidu va seguir avançant i van rodejar el campament de Burak durant la nit. Quan van ocupar el campament l'endemà, Burak havia mort, possiblement d'un atac de cor degut a l'angoixa o la por. El nou kan fou Negubei nomenat per Kaidu.
Els prínceps txagataïdes incloent-hi Mubarak Shah es van sotmetre a Kaidu Khan i el van proclamar com el seu senyor. Els fills de Barak es van rebel·lar contra Kaidu però foren derrotats. Molts dels prínceps txagataïdes van fugir a Pèrsia. El primer intent de Kaidu Khan de governar el kanat de Txagatai va encarar una resistència seriosa. Els prínceps mongols com Negübei i successors es van revoltar unes quantes vegades. El control estable no va arribar fins que Duwa va pujar al tron i va esdevenir el seu lloctinent el 1282.
El 1275 Kaidu envaïa Ürümchi i demanava la seva submissió, però els uigurs idiqut van resistir. Kubilai va enviar una força per ajudar a fer aixecar el setge. El fill de Kubilai, Nomukhan, i els seus generals, van ocupar Almaliq des de 1266-1276, per evitar la invasió de Kaidu Khan. El 1277, un grup de prínceps genguiskànides sota el fill de Mongke, Shiregi, es rebel·laren, segrestant els dos fills de Kubilai i el seu general Antong. Els rebels entregaren Antong a Kaidu Khan i als prínceps a Mongke-Temur. Els exèrcits de gran Khan suprimiren la rebel·lió i reforçaren les guarnicions Yuan a Mongòlia i Uiguristan. Tot i així, Kaidu Khan va agafar el control sobre Almaliq.
Kaidu havia fet la guerra gairebé contínua durant més de 30 anys contra Kubilai i el seu successor Temür Kan, encara que finalment queia el 1301, quan fou derrotat i ferit durant una batalla prop de Karakorum, morint poc temps després a causa de les ferides.

## Qaidu i el kanat de Txagatai
El Kanat de Txagatai fou la porció que es va assignar al segon fill de Genguis Kan, a la mort d'aquest, quan els quatre fills van rebre ulus. El kanat incloïa una part de l'exèrcit amb quatre regiments de mil homes cadascun dirigits per importants comandants (amir o noyan). Encara que Transoxiana n'havia de formar part, en els primers anys el governadors foren funcionaris locals responsables davant d'un dels quatre grans kanats i generalment responien davant el kan de l'ala occidental (el kanat després conegut com a Horda d'Or). Durant el seu regnat Alghu (o Alqu) també esmentat com Alughu o Aluqu (1260/61-1265/66) va expulsar a aquests governadors i es va assegurar el control de la regió. Mubarak Xah, que el va seguir, fou proclamat (per segona vegada, ara sent major d'edat) a la vora del riu Angren, proper a Transoxiana el març del 1266 per la seva mare i regent Orghana i es va fer musulmà; el setembre del mateix any el gran kan Kubilai va designar un nou kan en la persona de Burak Khan (o Barak Khan o Bosak Khan), un besnet de Txagatai. El propòsit era governar conjuntament, però Burak es va assegurar el suport dels caps militars i va derrotar i fer presoner a Mubarak a Khujand, sent llavors desterrat. Burak va haver de tenir la seu a Transoxiana perquè la regió de Semiretxie estava en poder de Qaidu Khan (o Kaidu Khan) de la línia d'Odegei i la lluita amb aquest no havia estat favorable. Finalment Burak va arribar a un acord amb el seu rival en un kurultai fet a la riba del Talas la primavera del 1269. Kaidu va poder establir un kanat completament independent del gran kan i es va fer anda (germà de sang) de Burak; l'acord preveia que els dos kans viurien a les muntanyes i les estepes, tindrien els seus ramats i cavalls fora de les regions cultivades i no exigirien res a la població excepte allò legalment establert. Burak es va quedar amb dos terços de Transoxiana però les regions cultivades i urbanitzades van quedar sota govern de Kaidu, que va designar com a delegat a Masud Beg. A la mort de Kaidu (1301) els kans vassalls residents a Transoxiana no van tardar a recuperar el kanat oriental de mans dels successors del kan difunt (1306 a 1309).